# Pokémon Rouge et Bleu
Vous lisez un « article de qualité » labellisé en 2012.
Pokémon version rouge et Pokémon version bleue, couramment appelés Pokémon Rouge et Pokémon Bleu, sont les deux éditions du premier jeu vidéo de rôle japonais de la série Pokémon développé par Game Freak sous la direction de Satoshi Tajiri. Elles sont originellement éditées par Nintendo sur la console portable Game Boy au Japon en 1996 sous le nom de Pokémon Rouge et Pokémon Vert (ポケットモンスター 赤・緑, Poketto Monsutā Aka Midori), puis en Amérique du Nord et en Australie en 1998 et en Europe en 1999.
Le joueur contrôle le personnage principal via une vue aérienne et le dirige dans l'ensemble de la région fictive de Kanto, inspirée de la région de Kantō sur l'île de Honshū, au Japon. Son but est de capturer, d'entraîner et de faire combattre des créatures fictives appelées « Pokémon » afin d'obtenir le titre de « Maître Pokémon ». L'objectif ultime est de compléter le Pokédex par l'obtention des 150 Pokémon disponibles ; Nintendo a par la suite annoncé l'existence d'un 151e Pokémon secret, Mew. Les versions rouge et bleue sont quasiment identiques : la seule différence réside dans la présence ou l'absence de certains Pokémon, de sorte qu'il est nécessaire pour un joueur cherchant à tous les obtenir de réaliser des échanges avec l'autre version du jeu via un câble link, qui permet également d'organiser des combats entre joueurs.
Les jeux connaissent une très grande popularité dans les pays développés et deviennent les premiers produits d'une licence qui deviendra en une dizaine d'années la deuxième plus grosse franchise de l'histoire des jeux vidéo, après Super Mario, également propriété de Nintendo. La série se décline en une série de dessins animés, des films d'animation, des jeux vidéo dérivés et un jeu de cartes, qui connaissent aussi de gros succès. Le produit relance les ventes de la Game Boy, une console déjà ancienne à l'époque, ainsi que du câble link. Le jeu original est réédité dans plusieurs versions par la suite : Pokémon Jaune, une édition spéciale reprenant des éléments de la série télévisée, sortie environ un an plus tard, puis Pokémon Rouge Feu et Vert Feuille, des rééditions en couleur sorties en 2004 sur Game Boy Advance.

## Synopsis

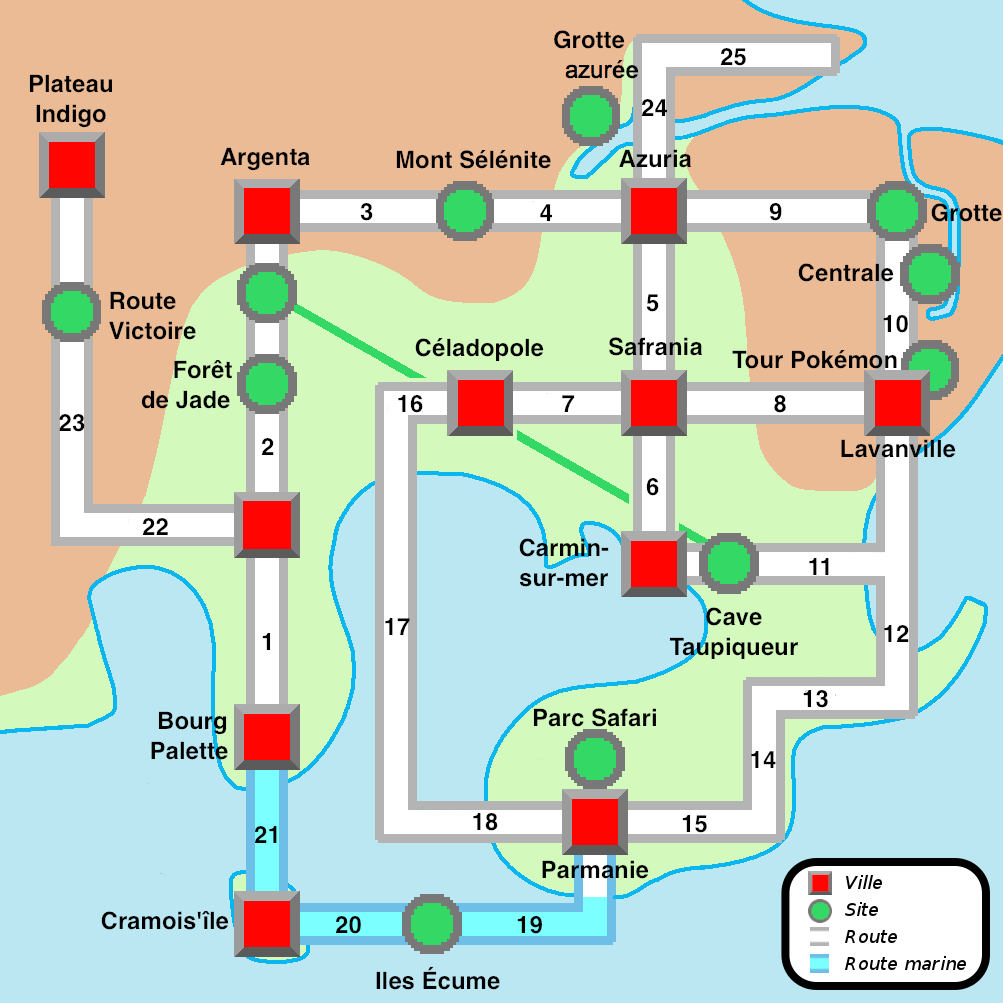
Carte schématique du monde de Pokémon Rouge et Bleu.

L'action de Pokémon Rouge et Bleu se déroule dans la région fictive de Kanto, inspirée de la région de Kantō sur l'île de Honshū, au Japon. Elle est constituée de dix villes peuplées par des humains et de routes terrestres ou maritimes qui les relient entre elles. Chaque zone géographique de la région est habitée par différentes espèces de créatures appelées Pokémon (abréviation de « pocket monsters », « monstres de poche » en anglais), chacune des 150 espèces possédant une zone de répartition différente.
Le protagoniste silencieux de Pokémon Rouge et Bleu est un jeune garçon du nom de Red qui vit au Bourg Palette. Alors qu'il s'est aventuré dans les hautes herbes à la sortie du bourg, une voix l'interpelle. Le professeur Chen (Oak), un célèbre chercheur Pokémon, lui explique que des Pokémon sauvages vivent dans les hautes herbes et que les rencontrer, seul, peut être dangereux. Il emmène le personnage à son laboratoire où celui-ci retrouve son ami d'enfance, Blue le petit-fils du professeur, qui se révèlera être un rival dans la quête du joueur. Le joueur et son rival doivent alors choisir un « Pokémon de départ » pour leurs voyages parmi les trois proposés par le professeur Chen. Les deux garçons peuvent choisir entre Bulbizarre, Salamèche et Carapuce (Bulbasaur, Charmander et Squirtle). Le rival défie ensuite immédiatement le joueur dans un combat où s'affrontent leurs deux Pokémon de départ ; il continuera de combattre le héros tout au long de son aventure.
Le joueur entame alors une quête à travers Kanto, capturant des Pokémon sauvages, les entraînant et combattant avec ceux des autres dresseurs Pokémon, avec pour but d'obtenir le titre de « Maître Pokémon ». Pour cela, il rencontrera dans certaines villes des établissements spéciaux appelées « arènes », à l'intérieur desquelles demeure un Champion que le joueur devra battre dans un combat Pokémon pour obtenir un badge. Une fois les huit badges acquis, le joueur sera autorisé à combattre la Ligue Pokémon, qui se compose des meilleurs dresseurs de Pokémon de la région. Le héros devra défaire les quatre membres de la Ligue puis, in fine, son rival pour devenir Maître Pokémon.
Tout au long du jeu, le joueur devra combattre les forces de la Team Rocket, une organisation criminelle qui vole les Pokémon. Le huitième et dernier Champion s'avérera être Giovanni, le chef de la Team Rocket ; sa défaite face au joueur marque la fin de l'organisation,.

## Système de jeu

### En solo
Comme de nombreux jeux vidéo de rôle, Pokémon Rouge et Bleu adoptent une perspective en vue aérienne à la troisième personne, le joueur contrôlant directement le protagoniste dans le monde de fiction, tout en interagissant avec divers objets et personnes. En parcourant ce monde, le joueur traverse différents types de terrains, comme les hautes herbes, les forêts, les grottes ou les mers, dans lesquels résident différentes espèces de Pokémon sauvages, qui apparaissent aléatoirement. Le joueur peut les capturer à l'aide de Poké Balls pour ensuite les faire combattre pour lui. Des dresseurs de Pokémon non-joueur sont également présents dans ces zones pour combattre le joueur avec leurs Pokémon. Lorsque le joueur rencontre un Pokémon sauvage ou un dresseur, l'action passe à une scène de bataille au tour par tour, où les Pokémon du joueur combattent avec leurs pouvoirs le Pokémon adverse.
Un aspect majeur du jeu est le développement des Pokémon par leurs combats contre d'autres Pokémon, qu'ils soient sauvages ou appartiennent à d'autres dresseurs. Ce système, caractéristique de tous les jeux vidéo Pokémon, permet au Pokémon d'acquérir des points d'expérience en cas de victoire et, par accumulation, d'augmenter de niveau, ce qui améliore ses statistiques et lui permet d'apprendre de nouvelles attaques. La majorité des Pokémon, lorsqu'ils atteignent un niveau donné, évolue en un nouveau Pokémon plus puissant. L'ultime but du jeu est de remplir les 150 entrées du Pokédex, une encyclopédie recensant l'ensemble des espèces de Pokémon, en obtenant de nouveaux Pokémon par capture, évolution ou échange avec d'autres joueurs.
Le jeu comprend de nombreux bugs mineurs comme la capacité de dupliquer des objets ; en outre, il existe un certain nombre de « Pokémon-bugs », le plus célèbre étant MissingNo. Décrit par Nintendo comme une « bizarrerie de programmation », MissingNo. apparaît en combat comme un amas de pixels et peut souvent causer des dysfonctionnements au jeu,,.

### Connectivité

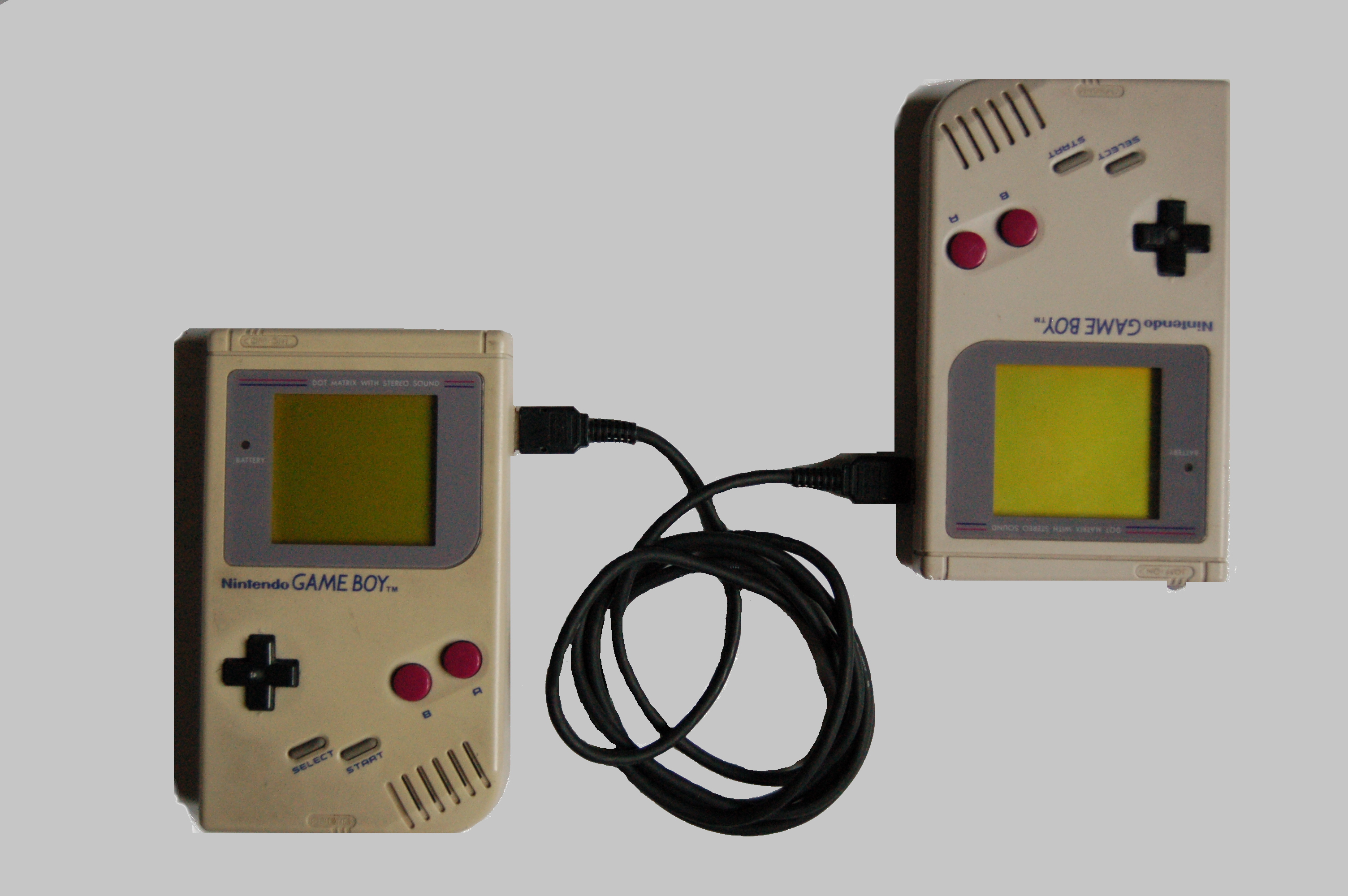
L'échange de créatures via le câble de connexion entre deux Game Boy est au cœur du gameplay du jeu.

Les jeux Pokémon Rouge et Bleu permettent aux joueurs d'échanger des Pokémon entre deux cartouches de jeu par l'intermédiaire d'un câble link connectant les deux Game Boy. Cette méthode d'échange est nécessaire afin de compléter le Pokédex : en effet, chacune des deux versions comporte des Pokémon exclusifs, rendant nécessaire un échange pour les obtenir sur l'autre jeu. De plus, quatre Pokémon nécessitent un échange pour évoluer et le choix de certains Pokémon l'empêche d'en obtenir d'autres, rendant nécessaire d'importer d'une autre version ceux qui n'ont pas été choisis. Le câble link permet également de combattre avec sa propre équipe de Pokémon l'équipe de l'autre joueur, ouvrant les possibilités de combat Pokémon au-delà des seuls dresseurs non-joueurs.
Les cartouches dans des langues différentes ne sont pas compatibles entre elles : de tels échanges entraînent l'effacement des fichiers de sauvegarde. En outre, si les jeux sont utilisés avec une Game Boy Advance, l'échange requiert l'utilisation non pas du câble « Game Boy Advance Game Link » mais du câble « Universal Game Link » de la Game Boy et de la Game Boy Color.
La connectivité peut être effectuée avec Pokémon Jaune de la même manière qu'entre Pokémon Rouge et Bleu. L'échange – mais pas le combat – est également possible avec la deuxième génération de jeux Pokémon, Pokémon Or, Argent et Cristal ; toutefois, il n'est possible qu'en l'absence, dans l'équipe du joueur, de tout Pokémon et de toute attaque introduits avec la deuxième génération. Les versions rouge et bleue ne sont par contre plus compatibles avec les générations suivantes de jeux. En utilisant le Transfer Pak pour la Nintendo 64, les Pokémon ou les objets de Pokémon Rouge et Bleu peuvent également être utilisées dans les jeux Pokémon Stadium et Pokémon Stadium 2 sur Nintendo 64.

## Développement

### Genèse
Le concept de Pokémon est l'œuvre du concepteur de jeux japonais Satoshi Tajiri. L'idée lui vient de la passion qu'il avait étant enfant pour la collection d'insectes, un passe-temps populaire au Japon. En vieillissant, il constate une diminution de la population d'insectes dans la ville où il a grandi, du fait de l'urbanisation, et que les enfants jouent plutôt dans leur maison qu'en extérieur. Il conçoit alors l'idée d'un jeu vidéo basé sur la capture et la collection de créatures rappelant ses insectes : les Pokémon, auxquels les enfants pourraient se lier en les nommant individuellement et en les contrôlant. Comme Satoshi Tajiri ne voulait pas remplir son monde vidéoludique de violence inutile, il décida que ses monstres ne saigneraient pas ni ne mourraient et perdraient un combat en s'évanouissant,.
Tajiri fonde la société Game Freak avec son ami Ken Sugimori en 1989. L'année suivante sont dessinés les premiers croquis de ce qui s'appelle alors Capsule Monsters,. On y retrouve les premiers Pokémon : Rhinoféros (Rhydon), premier Pokémon créé, ce à quoi rendraient hommage les statues à son effigie récurrentes dans Pokémon Rouge et Bleu, ou encore Nidorino et Ectoplasma (Gengar), représentés dans un combat qui constitue la séquence d'ouverture de Pokémon Rouge.
En 1991, Tajiri découvre la Game Boy, qu'il trouve idéale pour son concept de jeu en raison de la liaison par câble link, dont il envisage qu'elle serve à des échanges de Pokémon. Ce concept d'échange était nouveau dans le monde des jeux vidéo : auparavant, les câbles de connexion étaient utilisés seulement pour les affrontements. Tajiri a aussi été influencé par The Final Fantasy Legend : il expliquera que ce jeu lui a donné l'idée que pouvaient être développés pour la Game Boy bien plus que de simples jeux d'action.

### Japon
Lorsqu'il propose son idée de jeu à Nintendo, Tajiri pense qu'elle sera refusée. Nintendo accepte néanmoins, moins intéressé par le concept du jeu, qu'elle ne comprend pas vraiment, que par la qualité des précédents travaux de Tajiri. Shigeru Miyamoto, le père des succès mondiaux Super Mario et The Legend of Zelda, prend Tajiri sous son aile. Il lui propose la création de plusieurs versions du jeu avec des Pokémon différents dans chacune, notant que cela pourrait aider le jeu au niveau commercial : ce seront Pokémon Vert et Pokémon Rouge.
Le développement du jeu prend six ans, pendant lesquels Game Freak connaît d'importantes difficultés financières : Tajiri renonce temporairement à son salaire et cinq de ses salariés démissionnent. Ken Sugimori dirige l'élaboration des dessins et des graphiques de l'univers des Pokémon, alors que la musique est composée par Junichi Masuda. Masuda crée les effets sonores et les cris des Pokémon ; il compose également le thème d'ouverture du jeu, qu'il réalise avec l'image de scènes de bataille à l'esprit, en utilisant du bruit blanc pour refaire le bruit de la marche et imiter la caisse claire. Tajiri attribue des noms par défaut aux personnages principaux : Satoshi, son prénom, et Shigeru, pour Miyamoto, ; par la suite, ces personnages seront nommés « Red » et « Blue » dans Pokémon Or et Argent. L'exploitation du code du jeu par les fans a également mis en évidence qu'il était prévu de pouvoir affronter le Professeur Chen en tant que défi ultime du jeu,.
À la fin du développement, après le retrait d'éléments servant au débogage qui ont libéré un peu d'espace dans la mémoire du jeu, un programmeur de Game Freak, Shigeki Morimoto, introduit secrètement un 151e Pokémon appelé Mew. Sa première intention était que seul le personnel de Game Freak soit au courant de l'existence de ce Pokémon et puisse l'obtenir ; cependant, Tajiri révélera son existence au public quelques mois après la sortie des deux jeux et permettra aux joueurs de l'obtenir par le biais d'un événement promotionnel de Nintendo. Ce Pokémon insaisissable fut à l'origine de nombreuses rumeurs sur les moyens de le capturer jusqu'à ce qu'un glitch soit découvert en 2003 pour l'attraper.
Équipe de développement
- Réalisateur : Satoshi Tajiri ;

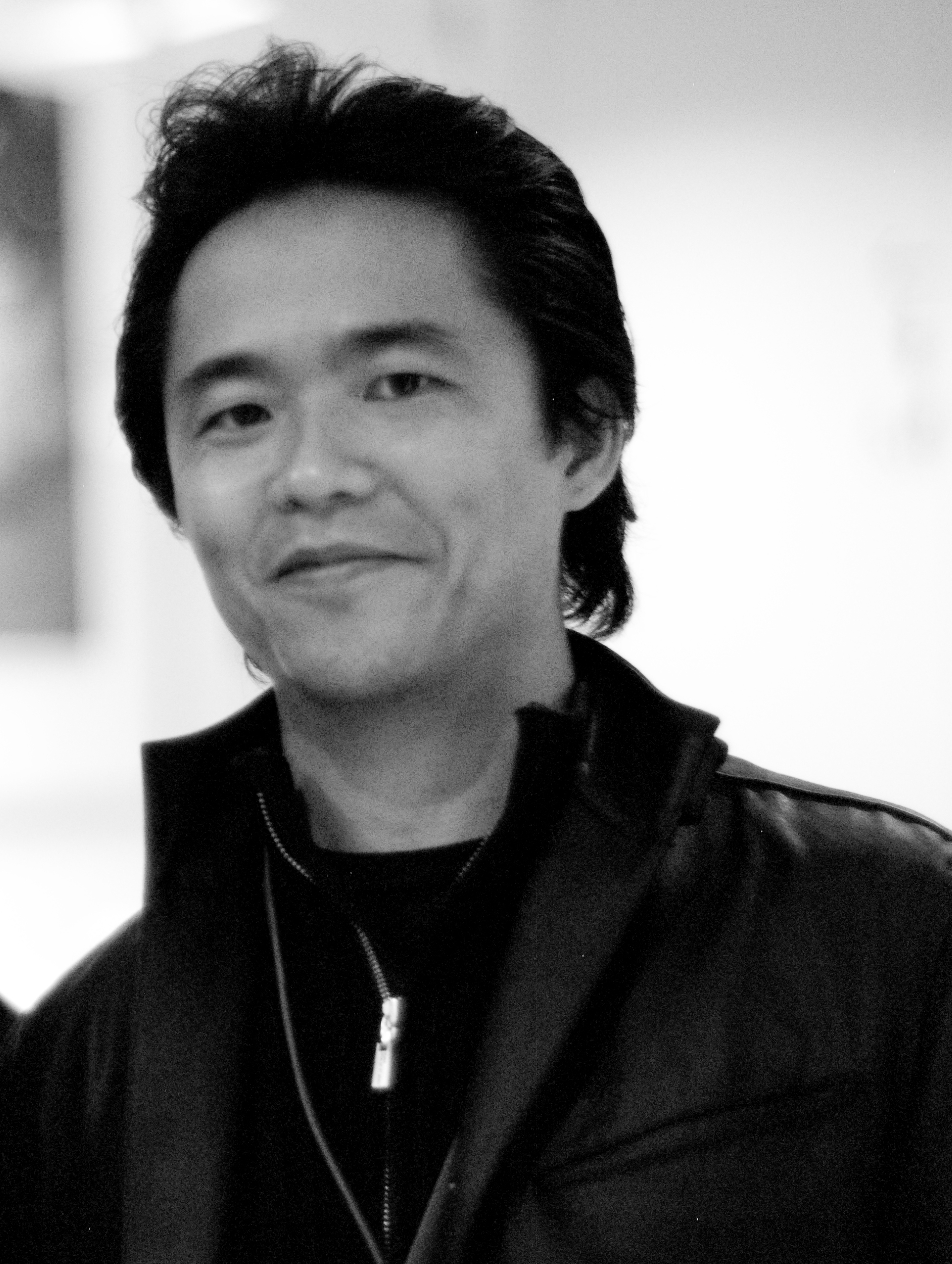
Junichi Masuda compose les musiques et réalise l'environnement sonore.

- Programmeurs : Takenori Ohta, Shigeki Morimoto, Tetsuya Watanabe, Junichi Masuda, Sousuke Tamada ;
- Character Design : Ken Sugimori, Atsuko Nishida ;
- Musique : Junichi Masuda ;
- Effets sonores : Junichi Masuda ;
- Game Design : Satoshi Tajiri ;
- Design monstres : Ken Sugimori, Atsuko Nishida, Motofumi Fuziwara, Shigeki Morimoto, Satoshi Ohta, Rena Yoshikawa ;
- Scénario : Satoshi Tajiri, Ryohsuke Taniguchi, Fumihiro Nonomura, Hiroyuki Zinnai ;
- Conception paramétrique : Koji Nishino, Takeo Nakamura ;
- Design carte : Satoshi Tajiri, Koji Nishino, Kenji Matsushima, Fumihiro Nonomura, Ryohsuke Taniguchi ;
- Producteurs : Shigeru Miyamoto, Takeshi Kawaguchi, Tsunekazu Ishihara.

### Occident
Malgré le succès que les jeux connaissent au Japon, leur publication en Occident présente de nombreuses difficultés, la première étant le manque d'engouement du public occidental pour les jeux vidéo de rôle, particulièrement sur Game Boy. De plus, il apparaît nécessaire d'adapter le jeu à son nouveau public : les références à la culture japonaises sont limitées, et les noms des Pokémon sont adaptés en anglais. Des craintes sont également exprimées quant à l'aspect mignon des Pokémon, qui pourraient ne pas être bien reçu par le public américain : l'équipe d'adaptation suggère de repenser et de renforcer leur design ; le président de Nintendo, Hiroshi Yamauchi, refuse, considérant qu'il s'agit d'un défi à relever. D'un point de vue technique, il apparaît impossible de simplement traduire les textes du jeu japonais en anglais en raison de la fragilité de leur code source, conséquence de leur développement inhabituellement long ; les jeux sont donc entièrement reprogrammés à partir du code-source de Pocket Monsters Bleu. Enfin, les deux jeux sont renommés « Pokémon », contraction de « Pocket Monsters » devenue courante au Japon, à cause du jeu de figurines Monster in my Pocket (en), dont le nom était trop proche.
À part les versions japonaise et anglaise du jeu, seules les versions française et allemande ont eu droit à une traduction des noms de Pokémon. Les deux traducteurs français du jeu, Julien Bardakoff et Jean-Baptiste Fleury, expliquent en effet que Nintendo avait du mal à envisager d'abandonner les noms japonais et anglais pour les versions européennes, à la fois parce que les développeurs y étaient attachés, et parce que chaque nouveau nom devait faire l'objet d'un dépôt de marque. Les noms français retranscrivent plusieurs idées présentes dans le nommage japonais. Premièrement, on y retrouve des jeux de mots liés à leur apparence, comme le mot-valise composé de "neuf" à l'envers, de "feu" et de "renard" pour Feunard. Deuxièmement, des références culturelles, telles que D'Artagnan, Mike Tyson, Nosferatu ou le léviathan dans Dardardgnan, Tygnon, Nosférapti et Léviator. Troisièmement, une gradation des termes utilisés quand les Pokémon évoluent, ce qui s'illustre avec les mots "cool", "coups" et "carnage" dans les noms Roucool, Roucoups et Roucarnage. Quatrièmement, des sonorités qui évoquent les régions du pays ; les noms Racaillou et Piafabec ont été choisis en partie pour évoquer les sonorités respectivement provençales et bretonnes. Cependant, le nommage français ne s'appuie pas autant que le nommage japonais sur l'utilisation d'onomatopées, car celles-ci sont moins nombreuses et moins spécifiques en français. De plus, en japonais, les Pokémon dits "légendaires" ont un nom simple et élémentaire pour refléter leur caractère exceptionnel, tandis qu'en français le caractère exceptionnel est mieux retranscrit par un nom plus complexe comportant par exemple une référence mythologique. Par exemple, Electhor, qui fait référence en français au dieu nordique Thor, s'appelle サンダー (Sandā) en japonais, ce qui est la transcription de l'anglais "Thunder", signifiant simplement "tonnerre". Certains Pokémon ont gardé leur nom japonais, en particulier Pikachu qui, en tant que mascotte, devait conserver le même nom à l'international.
Les noms japonais des personnages principaux sont « Satoshi » (le héros) et « Shigeru » (le rival), en référence à Satoshi Tajiri et Shigeru Miyamoto. Ils deviennent « Ash » et « Gary » en version anglaise, et « Sacha » et « Régis » en version française, pour garder les sonorités des noms japonais et ainsi conserver cet hommage. De plus, en français, Régis renvoie au sketch des Nuls Régis est un con, aussi, le nom « régis » lu à l’envers, se rapproche énormément du nom japonais « shigeru/sigér »,,.
Pokémon version rouge et Pokémon version bleue sortent finalement le 30 septembre 1998 en Amérique du Nord, plus de deux ans et demi après les débuts Pokémon Vert et Rouge au Japon. Ils paraissent dans la foulée en Australie, le 23 octobre 1998, et un an plus tard en Europe, le 8 octobre 1999. Chaque lancement s'accompagne de celui de toute la franchise Pokémon : dessin animé, cartes à jouer, mangas, jouets, etc. Les jeux sont extrêmement bien reçus par le public occidental et Pokémon devient une franchise majeure de Nintendo.

## Accueil

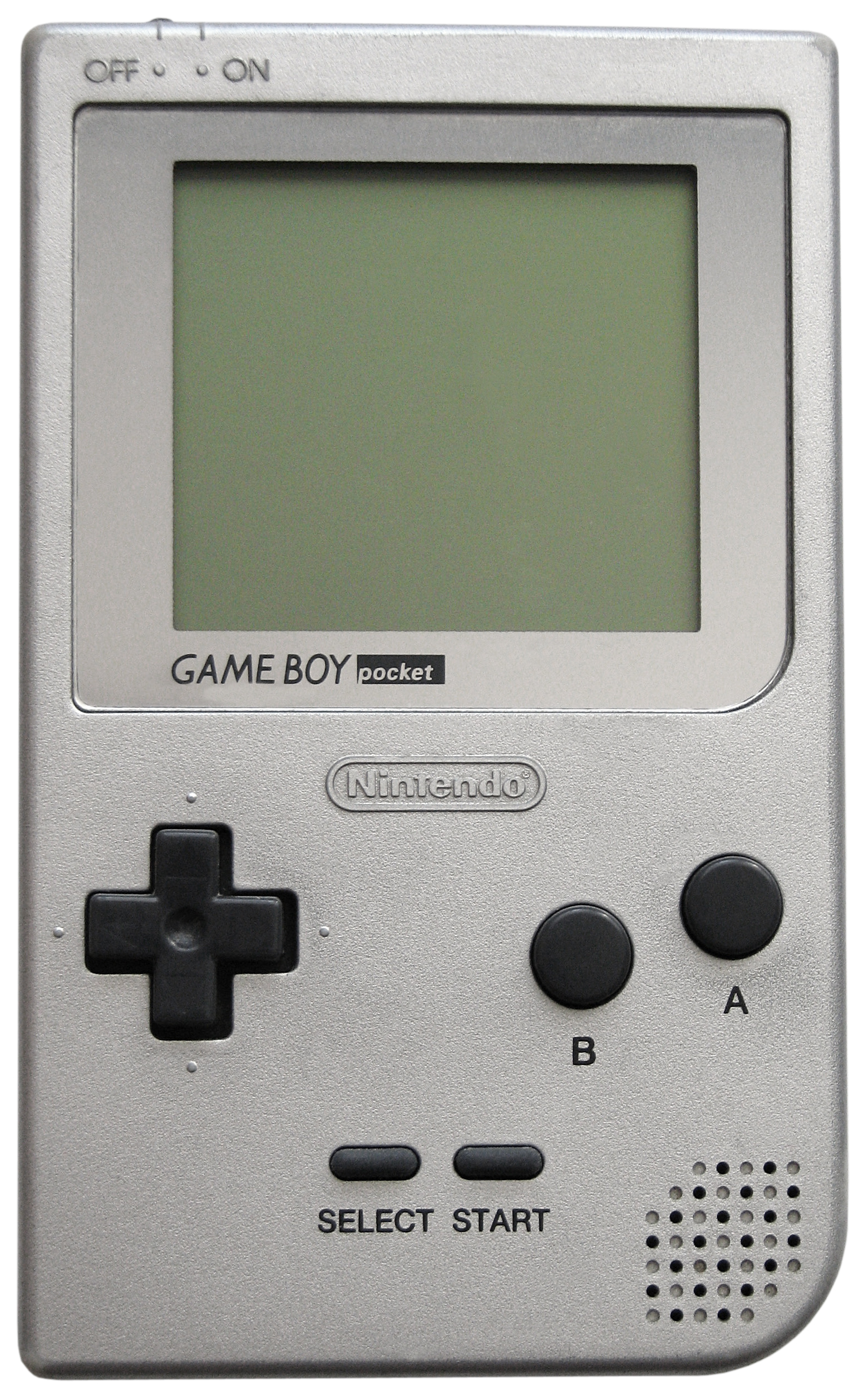
Les jeux relancent les ventes de la Game Boy.

Imaginés par Tajiri aux débuts de la Game Boy en 1990, Pokémon Vert et Rouge suivent un développement chaotique, principalement dû au manque de financement. D'autres jeux produits plus rapidement permettent au projet, ambitieux sur le papier, d'être maintenu en vie. Au bord de l'abandon en 1993, les développements de Pokémon Vert et Rouge sont finalement terminés en octobre 1995. Par manque de soutien de Nintendo et alors que la console est en fin de vie, la commercialisation pour les fêtes est manquée et n'est effective qu'en février 1996. Le démarrage du jeu, en partie dû aux dernières grandes sorties de la Super Nintendo et à celle de Resident Evil, est poussif. Mais fort du bouche-à-oreille positif, Tajiri décide de révéler au public l'existence du Pokémon secret Mew,, ajouté en toute fin de développement lors de la phase de débogage. En avril, CoroCoro Comic organise un concours « Offre du Pokémon légendaire », dont les 20 gagnants se verront remettre le Pokémon introuvable : 78 000 personnes participent au concours. Tajiri expliquera que son but était d'obliger les joueurs à échanger entre eux ce Pokémon et de maintenir l'intérêt du jeu en créant un mythe alimenté par le bouche-à-oreille. Après cet événement, les ventes explosent : le jeu reste un an et demi en tête des ventes au Japon ; avec la sortie de la version bleue, les trois versions japonaises deviennent le premier jeu à passer le seuil symbolique des 10 millions d'exemplaires vendus au Japon. Le jeu restera plus de 25 ans le jeu le plus vendu du pays, avant d'être détrôné par Animal Crossing: New Horizons fin 2022.
Au Japon, les versions verte, rouge et bleue combinées se sont vendues au total à 10,22 millions d'exemplaires, ; en Amérique du Nord, Rouge et Bleu se vendent à 11,27 millions d'exemplaires et à 8,89 millions d'exemplaires en Europe. En 2009, les jeux sont entrés dans le Livre Guinness des records en tant que « meilleure vente de RPG sur Game Boy » et « meilleure vente de RPG de tous les temps ». À leur sortie, les jeux réalisent la seconde meilleure vente mondiale avec plus de 31 millions de jeux vendus dans le monde, ; ils se sont fait depuis dépasser notamment par Wii Sports en 2006, Mario Kart Wii en 2008 ou encore Wii Sports Resort en 2009.
Le succès de Pokémon Rouge et Bleu a été attribué au côté innovant de l'expérience de jeu, plutôt qu'aux effets audiovisuels. Des documents publiés par la Columbia Business School indiquent que les enfants japonais comme américains préfèrent le gameplay d'un jeu à ses effets audios ou visuels ; en ce qui concerne Pokémon, l'absence de ces effets artificiels aurait mis en avant l'imagination et la créativité de l'enfant. « Avec tous les dialogues, les textures et plus encore, il y a quelque chose de rafraîchissant dans l'excellent système de jeu, qui vous fait oublier les faibles graphismes 8 bits. » a même commenté The Guardian,.
À leur sortie, Pokémon Rouge et Bleu ont reçu de la presse spécialisée des retours principalement bons, avec une moyenne globale de 88 % sur GameRankings,. La critique a été plus particulièrement élogieuse sur les fonctionnalités multijoueurs d'échanges ou de combats entre Pokémon. Craig Harris, d'IGN, accorde aux jeux un 10/10, relevant que « Même si vous avez terminé la quête principale, vous n'avez peut-être pas tous les Pokémon du jeu. Le défi de tous les capturer est assurément l'aspect le plus important du jeu. » Il commente également la popularité des jeux chez les enfants, la qualifiant de « folie ». Peter Bartholow, de GameSpot, qui attribue un 8,8/10 aux jeux, déplore cependant la faible qualité des graphismes et de la bande son, considérant qu'il s'agit des seuls défauts du jeu. Il salue le potentiel de rejouabilité des jeux de par sa variété, ainsi que leur aspect universel : « Contrairement aux apparences, Pokémon est un RPG unique en son genre, profond, avec un excellent mode multijoueur. Comme tout RPG, le jeu est suffisamment accessible pour les nouveaux joueurs, tout en divertissant les fans du genre. Il est incontestablement un des meilleurs jeux de la Game Boy à ce jour »,.
Pokémon a cependant fait l'objet de condamnations de religieux fondamentalistes de diverses confessions, qui le considérait comme contraire à leur foi. Le fait que les Pokémon évoluent a notamment été visé par des religieux prônant une lecture littérale des textes religieux décrivant la création du monde et refusant la théorie de l'évolution. En Arabie saoudite, une fatwa du grand mufti Abdul Aziz ibn Abdillah Ali ash-Shaykh a interdit l'ensemble des produits Pokémon dans le pays en 2001. Il les assimile notamment à des jeux d'argent, interdits par l'Islam, les accuse de « posséder les esprits » des enfants, de promouvoir le darwinisme et dénonce la présence sur les cartes de jeux d'« étoiles à six branches, symbole du sionisme international et de l'État d'Israël » et de « croix sous différentes formes »,.

## Historique des versions

### Pocket Monsters VertetRouge
Pokémon Vert (ポケットモンスター 緑, Poketto Monsutā Midori, lit. Pocket Monsters Vert) et Pokémon Rouge (ポケットモンスター 赤, Poketto Monsutā Aka, lit. Pocket Monsters Rouge) sont les jeux Pokémon originellement publiés au Japon, le 27 février 1996. Elles ont pour mascotte l'ultime évolution des deux premiers Pokémon de départ, Florizarre et Dracaufeu (Venusaur et Charizard). Elles se sont vendues rapidement, en partie grâce à Nintendo, qui avait eu l'idée de produire deux versions du jeu au lieu d'un seul titre, ce qui incita certains consommateurs à acheter les deux. Tels quels, ces deux jeux ne franchiront jamais les frontières du Japon : ils seront entièrement remaniés au moment de leur parution en Occident pour devenir Pokémon Rouge et Bleu.

### Pocket Monsters Bleu
Pokémon Bleu (ポケットモンスター 青, Poketto Monsutā Ao, lit. Pocket Monsters Bleu) est une réédition de Pokémon Rouge et Vert sortie exclusivement au Japon le 15 octobre 1996 avec pour mascotte le troisième Pokémon de départ, Tortank (Blastoise). Il est d'abord édité en série limitée et vendu par correspondance aux seuls abonnés de CoroCoro Comic avant d'être commercialisé le 10 octobre 1999. Par rapport aux versions originales, certains bugs sont corrigés, des dialogues modifiés et l'ensemble des images des Pokémon sont retravaillées,. Les Pokémon absents de cette version sont un mélange de ceux des deux versions originales. Ce sont le code et les images de ce jeu qui serviront de base aux versions rouge et bleue éditées partout dans le monde.

### Pokémon RougeetBleu
Pokémon version rouge et Pokémon version bleue sont les adaptations de Pockets Monsters Vert et Rouge parues hors du Japon dans le monde entier. Ces jeux sont sortis le 30 novembre 1998 en Amérique du Nord, le 23 octobre 1998 en Australie, à partir du 5 octobre 1999 en Europe et le 8 octobre 1999 en France et ont pour mascotte Dracaufeu et Tortank (Charizard et Blastoise). Bien qu'ils reprennent les Pokémon exclusifs de Pocket Monsters Vert pour la version bleue et Pocket Monsters Rouge pour la version rouge, ils ne sont pas identiques aux jeux japonais, ayant été recodés à partir du code source de Pocket Monsters Bleu.

### Pokémon Jaune
Pokémon version jaune : Édition Spéciale Pikachu (ポケットモンスターピカチュウ, Poketto Monsutā Pikachu, lit. Pocket Monsters Pikachu) est le quatrième titre de la série Pokémon au Japon, et le troisième en Amérique du Nord, en Europe et en Australie. Le jeu est une version légèrement modifiée de Pokémon Rouge et Bleu, avec Pikachu pour mascotte ; au contraire des jeux précédents, il est en couleur. Pokémon Jaune est sorti sur Game Boy au Japon en 1998, en Amérique du Nord et en Australie en 1999 et en Europe en 2000.

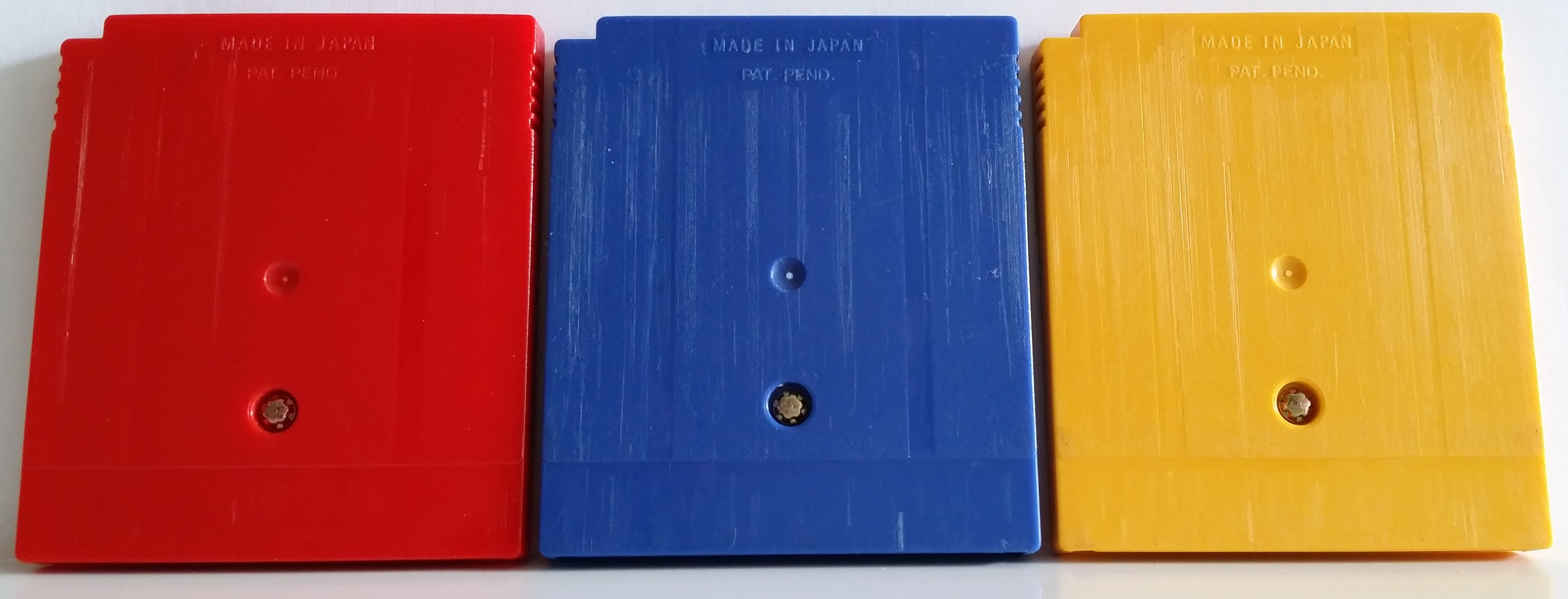
Cartouches des jeux Pokémon Rouge, Bleu et Jaune.

L'intrigue et le gameplay de Pokémon Jaune sont en grande partie les mêmes que dans Pokémon Rouge et Bleu, mais Pokémon Jaune dispose toutefois de changements pour rendre le jeu plus semblable à la série animée. Comme Sacha (Ash) dans la série animée, le joueur reçoit un Pikachu en tant que Pokémon de départ, lequel suit le joueur plutôt que d'être enfermé dans une Poké Ball et peut exprimer des émotions,. D'autres modifications mineures de gameplay ont été faites, comme l'apparition des personnages de la série télévisée Jessie, James et Miaouss (Meowth). Comme dans Pokémon Rouge et Bleu, douze Pokémon sont introuvables dans la version,.
Bien qu'il ne soit qu'une variante de Pokémon Rouge et Bleu, Pokémon Jaune s'est avéré extrêmement populaire. En Amérique, il est devenu le jeu de poche le plus rapidement vendu de tous les temps, la cartouche s'étant vendue à plus d'un million d'exemplaires durant les deux premières semaines, battant le record de Ocarina of Time. Le jeu est resté en haut des ventes durant de nombreuses semaines. Il est entré dans le Livre Guinness des records en 2001 pour son record de s'être vendu en un million d'exemplaires en seulement un mois. Au total, dans le monde, la cartouche s'est vendue à 14,64 millions d'exemplaires. Dans l'ensemble, Pokémon Jaune a bien été accueilli par la critique, avec un score global de 85 % sur GameRankings.

## Postérité

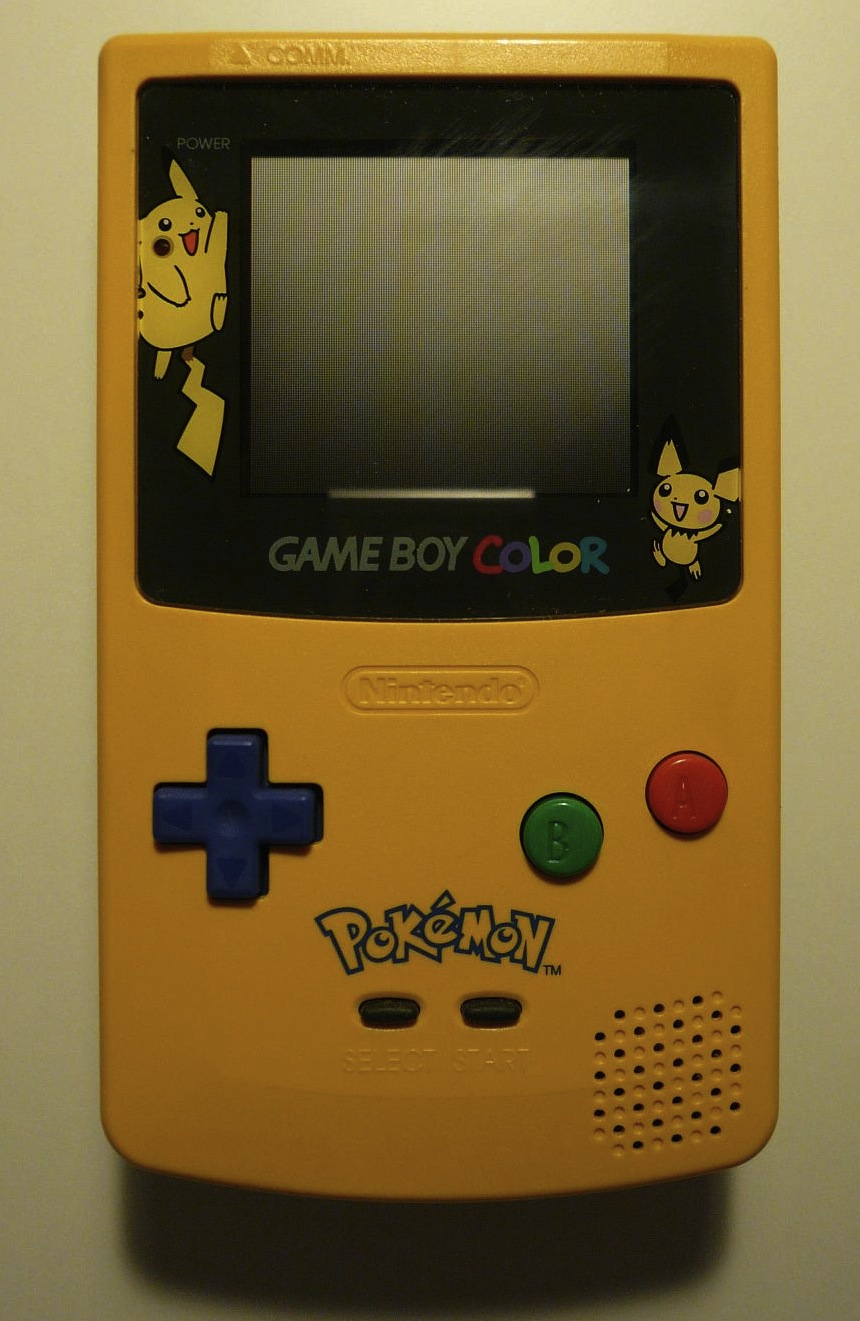
Premier modèle de Game Boy Color aux couleurs de Pokémon.

Pokémon Rouge et Bleu sont à l'origine de la Pokémania et les fondateurs de ce qui allait devenir une franchise pesant 152 milliards d'euros vingt ans plus tard,. Ils sont déclinés sous de nombreuses formes et sont à l'origine de nombreux autres jeux vidéo ; ils restent aujourd'hui un jeu vidéo de référence.

### Adaptations et rééditions
Conséquence de leur succès, Pokémon Rouge et Bleu sont déclinés en série télévisée, en jeu de cartes, ainsi qu'en de nombreux mangas. De nombreux jeux dérivés sont créés, notamment Pocket Monsters Stadium (1998) et Pocket Monsters Stadium 2 (1999),, ou Pokémon Pinball (1999), un jeu de flipper divisé en deux flippers différents, l'un rouge, l'autre bleu. En 2013, ces jeux sont de nouveau adaptés en une mini-série intitulée Pokémon : Les Origines, beaucoup plus fidèle à l'intrigue originale que la série télévisée principale.
L'intrigue de Pokémon Rouge et Bleu est prolongée par les jeux Pokémon Or et Argent où le joueur peut accéder à Kanto, la région de Pokémon Rouge et Bleu, pour en défier les Champions, y compris Red et Blue : Blue a remplacé Giovanni comme huitième champion et l'ultime défi du jeu consiste à vaincre Red, lequel aligne une équipe particulièrement puissante. Nintendo publiera de nombreux jeux reprenant le système de jeu de Pokémon Rouge et Bleu, chaque édition contenant une centaine de nouveaux Pokémon : Or et Argent (1999), Rubis et Saphir (2002), Diamant et Perle (2006), Noir et Blanc (2010) et Noir 2, Blanc 2 (2012), X et Y (2013), Soleil et Lune (2016), Ultra-Soleil et Ultra-Lune (2017), Épée et Bouclier (2019) et Écarlate et Violet (2022).
En 2004, Pokémon Rouge et Bleu font l'objet de remake sur Game Boy Advance sous le titre de Pokémon version rouge feu et Pokémon version vert feuille (ポケットモンスター ファイアレッド・リーフグリーン -, Poketto Monsutā Faia Reddo - Rīfu Gurīn, lit. Pocket Monsters Fire Red - Leaf Green). Ces nouveaux jeux, développés par Game Freak et publiés par Nintendo, sont sorties au Japon le 29 janvier 2004, en Amérique du Nord le 7 septembre 2004, et en Europe le 1er octobre 2004. Ils utilisent le moteur graphique de Pokémon Rubis et Saphir et reprennent intégralement l'intrigue de Pokémon Rouge et Bleu, en y ajoutant quelques défis supplémentaires une fois la ligue Pokémon battue. À l'occasion du 20e anniversaire de la franchise, le 27 février 2016, les versions rouge, bleue et jaune sont également rééditées sur la Console virtuelle de la Nintendo 3DS.
En février 2014, une partie de Pokémon Rouge est mise en ligne sur la plate-forme de streaming de jeu vidéo Twitch : nommée Twitch Plays Pokémon, elle permet à tous les spectateurs de jouer en même temps. Cette partie devient un mème Internet, regroupant un million de joueurs et 36 millions de spectateurs,.

### Notoriété
Pokémon Rouge et Bleu restent aujourd'hui des références en matière de jeu vidéo. Ainsi, ils figurent à la 72e place du classement des cent meilleurs jeux de tous les temps établi par IGN en 2003 : les testeurs notent que le jeu a « entamé une révolution » et font l'éloge de la profondeur du jeu, de la complexité de sa stratégie, ainsi que la possibilité d'échanges entre les jeux. Deux ans plus tard, ils atteignent la place 70 du classement mis à jour, en raison de leur héritage, ayant inspiré plusieurs suites en jeux vidéo, films, émissions de télévision et de nombreux autres produits, tous enracinés dans la culture populaire. En 2007, Pokémon Rouge et Bleu ont été classés à la 37e place du même classement, les testeurs soulignant la longévité du jeu. En 2009, VG Chartz les positionne 19e parmi un classement de ses cent meilleurs jeux et l'Official Nintendo Magazine les classe 52e des cent meilleurs jeux Nintendo. Pokémon Rouge et Bleu sont en tête du classement des cinq jeux « Late to the Party » établi par le site de jeux vidéo 1UP.com, sélectionnant des titres qui ont « montré un potentiel inexploité d'une console de jeu vidéo » et ont fait partie des derniers jeux à sortir sur leur console ; ils sont décrits comme l'« arme secrète » de Nintendo lorsque les jeux sont sortis sur Game Boy, à la fin des années 1990. En 2012, GamesRadar+ désigne également le duo de jeux comme étant les meilleurs jeux Game Boy de tous les temps.